# Anselmella miltoni
Anselmella miltoni är en stekelart som beskrevs av Girault 1926. Anselmella miltoni ingår i släktet Anselmella och familjen finglanssteklar. Inga underarter finns listade i Catalogue of Life.